# Torresitrachia thedana
Torresitrachia thedana är en snäckart som beskrevs av Alan Solem 1985. Torresitrachia thedana ingår i släktet Torresitrachia och familjen Camaenidae. IUCN kategoriserar arten globalt som sårbar. Inga underarter finns listade i Catalogue of Life.